# Joe Wade
Joseph Samuel „Joe“ Wade (* 7. Juli 1921 in Shoreditch; † 12. November 2005 in Hereford) war ein englischer Fußballspieler und -trainer. Zumeist auf der linken Verteidigerposition eingesetzt, gewann er als Spieler des FC Arsenal in der Saison 1952/53 die englische Meisterschaft.

## Sportlicher Werdegang
Wade wurde im Londoner Stadtbezirk Hackney geboren und war bereits in jungen Jahren Anhänger des FC Arsenal, dem er sich im Jahr 1944 als Amateurspieler anschloss. Während des Zweiten Weltkriegs hatte er in der Royal Air Force gedient und da er am Stützpunkt in Credenhill (gelegen in der Grafschaft Herefordshire) stationiert war, gastierte er gelegentlich in der Mannschaft von Hereford United, die normalerweise in der Southern League spielte. Nach dem Ende der Kampfhandlungen debütierte Wade in der ersten Mannschaft der „Gunners“ in einem Spiel des FA Cups. Die Partie am 5. Januar 1946 gegen West Ham United endete mit einer 0:6-Pleite. Nachdem der Ligaspielbetrieb in der Saison 1946/47 wieder aufgenommen worden war, gab er auch in der höchsten englischen Spielklasse seinen Einstand und war bei 4:2-Sieg gegen Leeds United am 16. November 1946 deutlich erfolgreicher. Wade war jedoch zu diesem Zeitpunkt primär ein Kandidat für die Reservemannschaft und bis zum Ende der Saison 1951/52 brachte es der gelernte linke Verteidiger auf lediglich 16 Pflichtspiele in der ersten Mannschaft. Er stand zumeist im Schatten von Mitspielern wie Walley Barnes und Laurie Scott und zum Gewinn der englischen Meisterschaft in der Saison 1947/48 trug er lediglich drei eigene Einsätze bei.
Nachdem sich Barnes dann im Endspiel des FA Cups 1952 eine schwere Knieverletzung zugezogen hatte, schlüpfte Wade in dessen Rolle und war mit 40 Partien maßgeblich dafür mitverantwortlich, dass die Gunners in der Saison 1952/53 erneut die englische Meisterschaft gewannen. In der folgenden Spielzeit 1953/54 musste er eine bittere Erfahrung machen, als er im April 1954 anlässlich des Spiels gegen den FC Liverpool unglücklich mit seinem Mannschaftskameraden Joe Mercer kollidierte und dieser in der späteren Folge seine aktive Karriere beenden musste. Auch die sportliche Karriere für Wade selbst erlitt bald einen entscheidenden Rückschlag. Er verletzte sich in einem Freundschaftsspiel gegen die Queens Park Rangers schwer und konnte sich nach der Genesung nicht mehr gegen seinen Ersatzmann Len Wills durchsetzen. Nach einer Saison 1955/56 ohne Erstligaeinsätze verließ er den Klub in Richtung Hereford United, um in der Southern League für den Verein als Spielertrainer zu arbeiten.
In seine Trainerägide bei Hereford United zwischen 1956 und 1962 fielen eine Reihe überraschender Ergebnisse im FA Cup. Als „Pokalschreck“ besiegte Wade mit seiner Amateurmannschaft unter anderem die Profiteams des FC Aldershot (1956/57) und der Queens Park Rangers (mit 6:1 (!) in der Saison 1957/58). Dazu gewann er 1959 das Double aus Meisterschaft der Southern League North-West Division und Southern League Cup. Aufgrund dieser Achtungserfolge machte ihm unter anderem der Arsenal-Rivale Tottenham Hotspur ein Trainerangebot, das Wade jedoch ablehnte. Grund dafür war, dass er sich mehr um sein Sportgeschäft Joe Wade Sports kümmern wollte (sein ehemaliger Arsenal-Mannschaftskamerad Ray Daniel übernahm den Trainerjob in Hereford). Im September 1971 kehrte Wade noch einmal interimistisch auf den Trainersessel zurück – kurz nach dem Weggang von John Charles und vor der Übernahme durch Colin Addison. Er verstarb Mitte November 2005 im Alter von 84 Jahren.

## Titel/Auszeichnungen
- Englischer Meister (1): 1953